# Jan Brussen
Jan Brussen (Amersfoort, 25 november 1918 - onbekend, 12 februari 1998) was een Nederlands dirigent.
Brussen studeerde viool bij Ferdinand Helmann en orkestdirectie bij Paul van Kempen. Vanaf 1957 was hij assistent-dirigent bij het Concertgebouworkest in Amsterdam onder chef-dirigent Eduard van Beinum. In 1958 werd hij benoemd tot 2e dirigent. Zijn dienstverband eindigde in 1960 omdat hij toen benoemd werd tot vaste dirigent en artistiek leider van het Overijssels Philharmonisch Orkest.  
Brussen was twintig seizoenen, van 1954 tot 1973, dirigent van het Nederlands Studenten Orkest (NSO). Tot 1960 dirigeerde hij ook de Philips Orkest Vereniging in Eindhoven.
Brussen werd als assistent-dirigent niet bekend, noch door het Overijssels Philharmonisch Orkest. Hij had zijn faam te danken aan zijn activiteiten voor het NSO. Onder zijn leiding kreeg het NSO nationale beroemdheid.
- International Standard Name Identifier: 0000 0000 5031 9555
- Library of Congress Control Number: no90014628
- Virtual International Authority File: 2027437
- WorldCat: E39PBJbWwJDXxyHPHTrBCwXmVC